# Unimate
Unimate是世界上第一个工业机器人，在美国新泽西州尤因镇的内陆费舍尔向导工厂的通用汽车装配线上工作。该机器人由乔治·德沃尔发明于20世纪50年代。

## 历史
该机器人由乔治·德沃尔（George Devol）发明于20世纪50年代。他在1954年为其申请了专利，该专利于1961年获得批准（美國專利第2,988,237号）。这项专利的开头是：
本发明涉及机械的自动操作（特别是处理装置），以及适用于这种机械的自动控制装置。
德沃尔与他的生意伙伴约瑟夫·恩格尔伯格一起创办了世界上第一家机器人制造公司Unimation。
该机器人在美国新泽西州尤因镇的内陆费舍尔向导工厂（Inland Fisher Guide Plant）的通用汽车装配线上工作，它也因此成为世界上第一个工业机器人。最初的包括一个类似计算机的大盒子，连接到另一个盒子，并连接到一个机械臂，系统作业存储在磁鼓存储器中。这台机器承担了从装配线运输压铸件并将这些零件焊接在汽车车身上的工作，这对工人来说是一项危险的任务，如果他们不小心的话，可能会因吸入有毒气体中毒或被截肢。
该机器人还出现在约翰尼·卡森主持的《今夜秀》节目中。在节目中，这个机器人把一个高尔夫球打到一个杯子里；倒了一杯啤酒；挥舞着乐队指挥的指挥棒；抓住一个手风琴并挥舞着它。
2003年，Unimate进入了机器人名人堂。

## 在流行文化中
由小艾伦·冯·诺依曼（Alan von Neumann, Jr.）设计的同名虚构机器人出现在DC漫画中。